# Mesocallis alnicola
Mesocallis alnicola är en insektsart. Mesocallis alnicola ingår i släktet Mesocallis och familjen långrörsbladlöss. Inga underarter finns listade i Catalogue of Life.